# Janina Jadwiga Kacperska
Janina Jadwiga Kacperska (ur. 1905, zm. 1997) – matematyczka, nauczycielka w Liceum Ogólnokształcącym im. Stefana Żeromskiego w Żyrardowie w latach 1945–1954 oraz 1958–1978. Od 1998 patronka ulicy w Żyrardowie, przy której znajduje się budynek liceum.